# Otto Hue

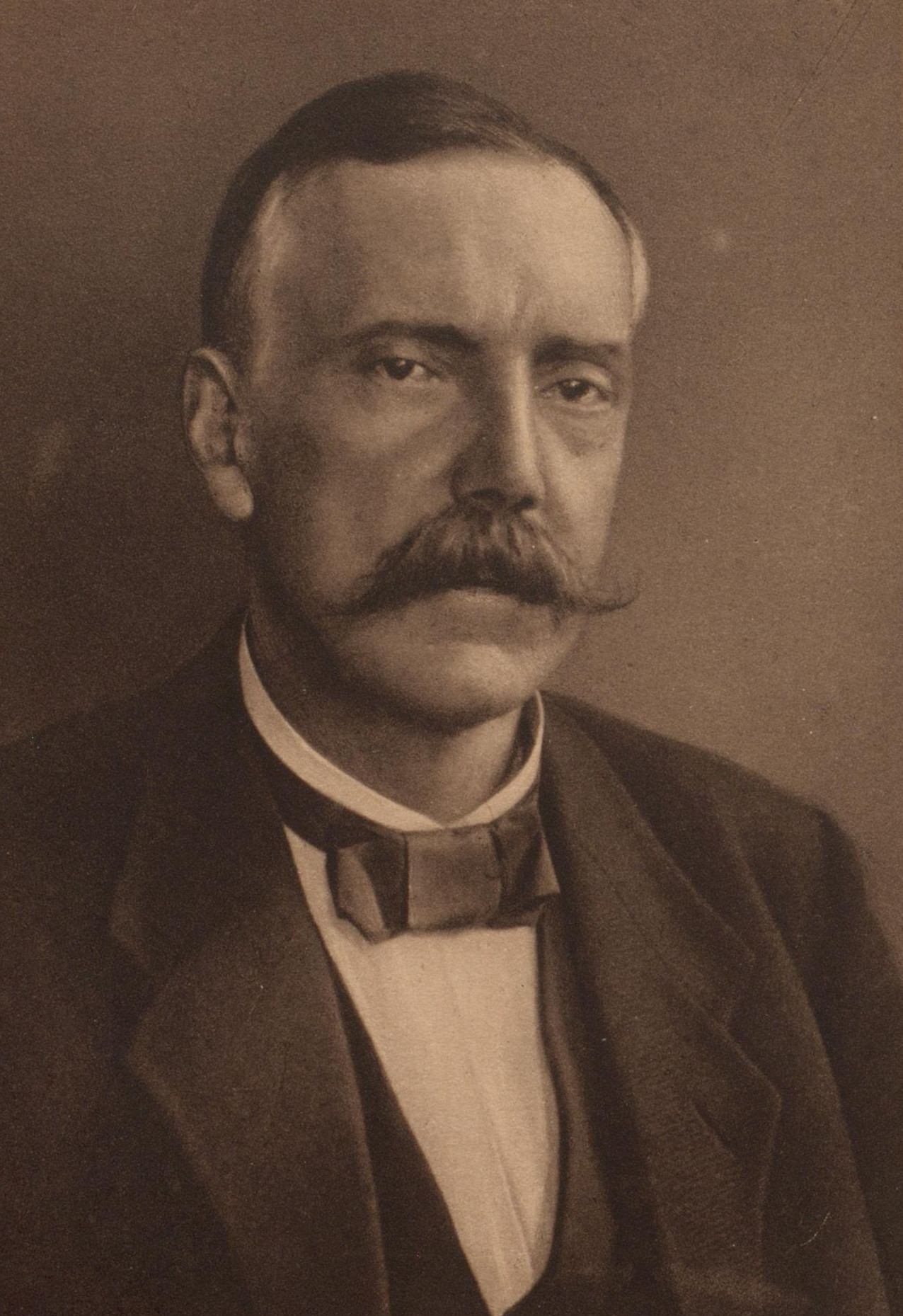

Otto Hue, född 2 november 1868 i Hörde vid Dortmund, död 19 april 1922 i Essen, var en tysk fackföreningsman och politiker.
Hue lärde låssmedsyrket, arbetade vid flera gruvor och järnbruk, var 1894–95 utgivare av "Berg- und Hüttenarbeiterzeitung" och företog på uppdrag av gruvarbetarförbundet vidsträckta socialpolitiska studieresor i utlandet. Han tillhörde Tyska socialdemokratiska partiets högra flygel, var 1903–11 ledamot av tyska riksdagen och 1913–18 av preussiska lantdagen. Åren 1918–19 var han rikskommissarie för Ruhrområdet och adjungerad medlem av ministeriet för handel och industri samt från 1920 ledamot av Weimarrepublikens riksdag. Han var grundligt sakkunnig i sitt fack och vid arbetskonflikter oftast framgångsrikt verksam i förmedlande riktning. Han utgav bland annat en värdefull Geschichte der Bergarbeiter (två band, 1910–13).